# 검거 (영화)
검거(Szegenylegenyek, The Round-Up)는 헝가리에서 제작된 미클로시 얀초 감독의 1966년 드라마, 전쟁 영화이다. 자노스 고르베 등이 주연으로 출연하였다.

## 출연

### 주연
- 자노스 고르베
- 졸턴 라티노비츠

### 조연
- 티보 몰너
- 가버 아가르디
- 안드라스 코작
- 벨라 발시
- 조세프 마다라스
- 자노스 콜타이
- 이스트반 아바르
- 라오스 오제
- 루돌프 솜모지바리
- 아틸라 나기
- 라즐로 크수르카
- 라즐로 호바스
- 자신트 주하즈
- 아이다 시멘팔비
- 샌더 시멘팔비
- 기울라 저르센
- 티보 실라기
- 엔드레 탈로스
- 게자 토르디

## 제작진
- 미술: 타마스 바노비치
- 세트: 틸다 가티
- 의상: 주즈사 빅제